# حكومة حسين بن ناصر الثانية
حكومة حسن بن ناصر الثانية هي الحكومة الثامنة والأربعون من حكومات المملكة الأردنية الهاشمية. شكّل حسين بن ناصر الحكومة في 9 يوليو عام 1963م، بتكليف من ملك الأردن الحسين بن طلال. وقد حلّت الحكومة في 6 يوليو 1964.

## وصلات خارجية
- موقع رئاسة الوزراء